# Otto Brendel
Otto J. Brendel est un historien de l'art et universitaire allemand, né à Nuremberg le 10 octobre 1901 et mort à New York, 8 octobre 1973. Il est spécialiste en archéologie et en art étrusque. Larissa Bonfante fut de ses élèves.

## Publications
- Ikonographie des Kaisers Augustus. Heidelberg, 1931.
- « Prolegomena to the Study of Roman Art. » in  Memoirs of the American Academy in Rome 21 (1953): 7-73, revised and reprinted separately as Prolegomena to the Study of Roman Art. New Haven, CT: Yale University Press, 1979.
- « Etruscan Art » in Pelican History of Art 43.  New York: Penguin Books, 1978, 2d ed, New Haven:  Yale University Press, 1995.
- The Visible Idea: Interpretations of Classical Art. Washington, DC:  Decatur House, 1980.
- Ikonographie des Kaisers Augustus.  1931.
- « Symbolik der Kugel » in  Mitteilungen des Deutschen Archaeologischen Instituts, Roemische Abteilung 51 (1936): 1-95, reprinted as, Symbolism of the Sphere: a Contribution to the History of Earlier Greek philosophy.  Leiden: Brill, 1977.
- « Classicism in Roman architecture. » in  Journal of the Society of Architectural Historians 29 (October 1970): 264.
- « Borrowings from ancient art in Titian. » in  Art Bulletin 37 (June 1955): 113-25.